# Hinke Bergegren
Henrik Bernhard "Hinke" Bergegren, född 22 april 1861 på Kungsholmen, Stockholm, död 10 maj 1936 i Adolf Fredriks församling, Stockholm, var en svensk socialistisk och anarkistisk författare, redaktör, skribent och agitator. 

## Biografi

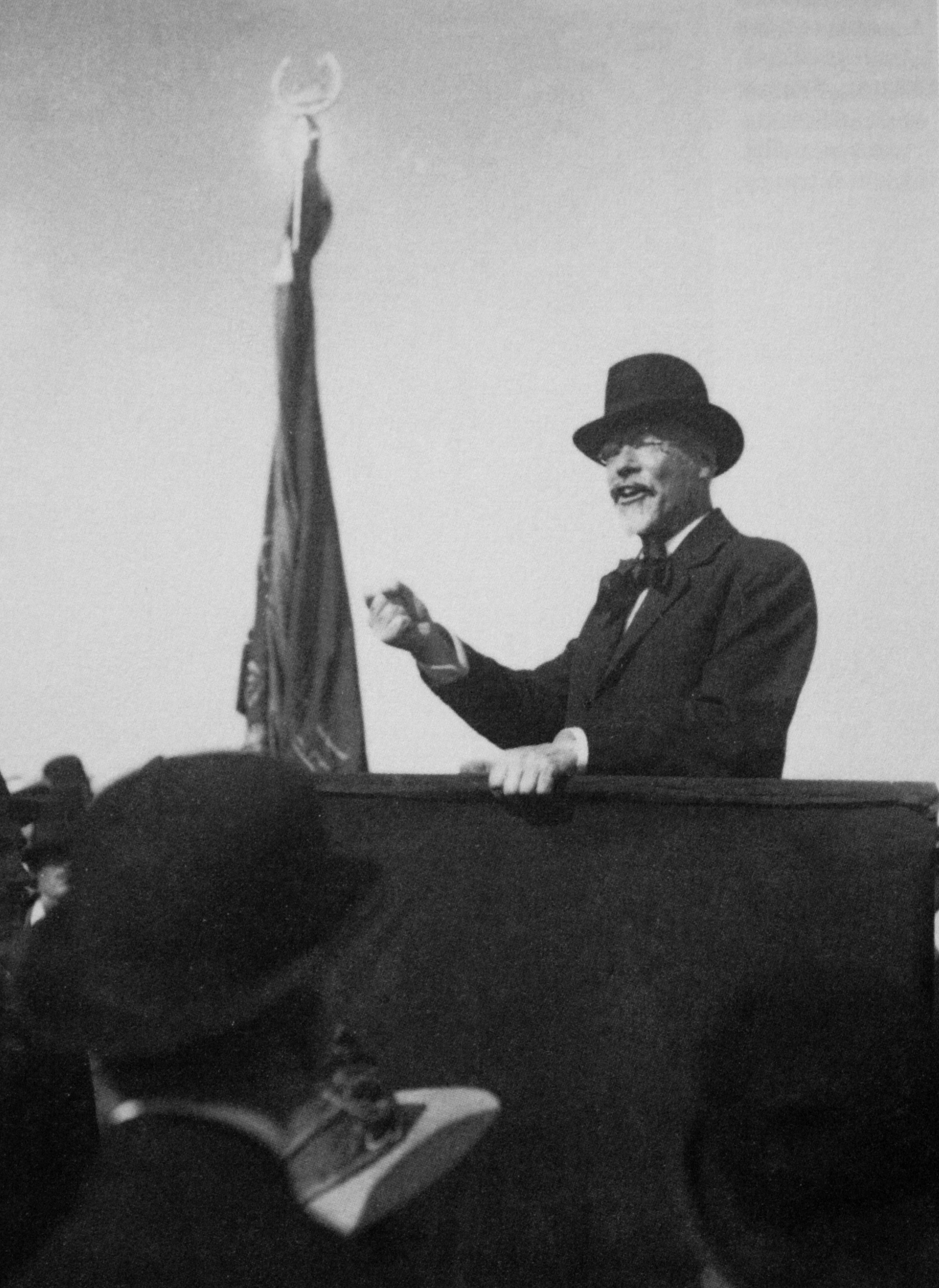
Hinke Bergegren som talare, 1908.

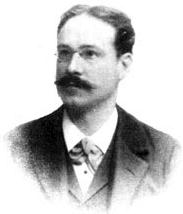
Hinke Bergegren, 1891.

Bergegren var son till bokhandlaren Evald Teodor Bergegren och Karolina Hillberg. Han arbetade som journalist och redaktör och anställdes 1890 av Hjalmar Branting som redaktionssekreterare på Social-Demokraten. Året därpå grundade han tidskriften Under röd flagg som propagerade för anarkosyndikalistiska idéer i den ideologiska strid som då utkämpades inom socialdemokratin. Tidskriften utkom bara med nio nummer. Därefter flyttade Bergegren till Norrköping och övertog redaktörskapet för Proletären, men redan i januari 1892 sade han emellertid upp sig där och tillbringade de påföljande åtta åren utomlands.
På Socialdemokraternas partikongress i Norrköping 1891 förespråkade Hinkegren terror och "småmord" som metod i kampen mot kapitalismen:
| ” | För min del anser jag småmord kan vara alldeles utmärkta, och sådana attentat sätter skräck i de härskande i samhället. Vi skola inskjuta det gift, som heter hat så att vi blir mogna för vilket våld som helst. | „ |

Under åren 1904–1916 var han redaktör för ungsocialisternas tidskrift Brand.

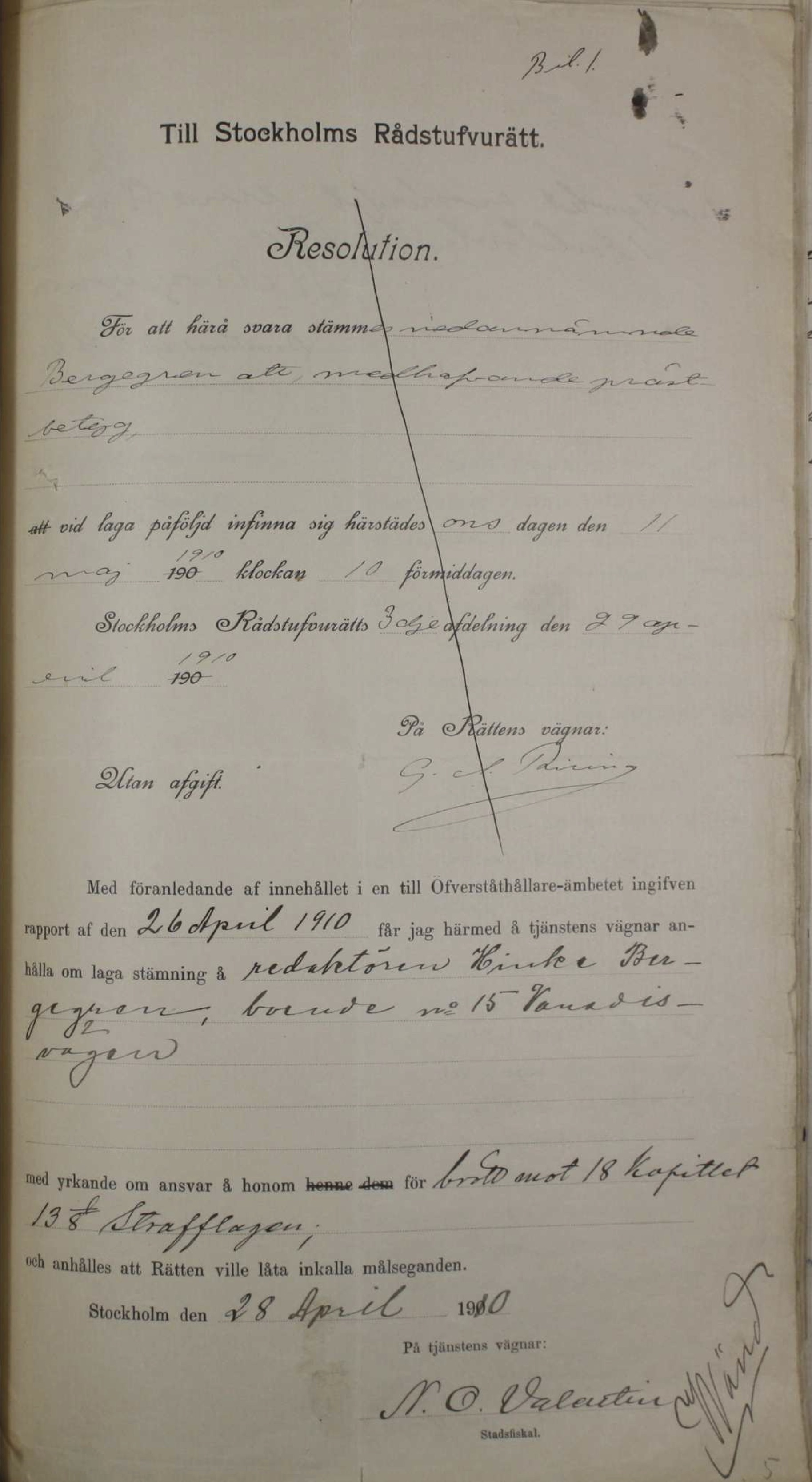
Häktningen av Hinke Bergegren 1910 (Överståthållarämbetet).

Bergegren tillhörde den falang inom den tidiga socialdemokratin som radikaliserades och kom att anamma en anarkistisk/frihetlig socialistisk ståndpunkt och tillsammans med Nya Folkviljans redaktör Carl G. Schröder uteslöts han ur partiet 1908 efter långvariga strider med Hjalmar Branting. Många ungsocialister följde dock Hinke Bergegren och hans anhängare kallades ibland "unghinkar".
För eftervärlden är han kanske mest känd som föregångare i sexualreformsrörelsen och sitt stora arbete för rätten att sprida information om  preventivmedel. År 1910 genomfördes kampanjen Kärlek utan barn i vilken han myntade uttrycket "Det är bättre med kärlek utan barn än barn utan kärlek". För spridandet av information om preventivmedel blev han dömd till ett kortare fängelsestraff. Den lag mot agitation för preventivmedel som antogs 1910 kom att kallas Lex Hinke efter Bergegren.
År 1921 bröt han med Ungsocialisterna för att gå med i det som blev Sverges kommunistiska parti och vid 1929 års partisplittring följde han majoriteten till det som blev Socialistiska partiet, i opposition mot Moskvas linje. Där stannade han till sin död. Ett känt framträdande som representant för SP gjorde han vid begravningen efter Ådalskotten 1931.
Bergegren var sedan 1886 gift med Anna Kajsa Gustafsson (1857–1934). Äktenskapet var barnlöst. Bergegren är begravd på Norra begravningsplatsen.

### Skönlitteratur
- Strejkledaren : roman från arbetarrörelsens tidigare år. Stockholm: Holmström. 1907. Libris 1611677
- Sedlighetskråkor : lustspel i fyra akter. Stockholm: Ungsocialistiska partiet. 1909. Libris 2555779
- Rusets fånge. Stockholm: Ungsoc. partiet. 1911. Libris 11201048
- Röda jungfrun : skådespel i fyra akter. Stockholm: Holmström. 1912. Libris 1631302
- Bältespännare : äktenskapshistorier. Stockholm: Ungsoc. partiets förl. 1913. Libris 1631295
- En stad i eld och blod : berättelser från Paris' belägring och kommunen. Stockholm: Ungsoc. partiet. 1914. Libris 1631297
- Kains barn : roman. Stockholm: Holmström. 1916. Libris 1649426
- En misskänd oskuld : humoresk. Stockholm: Ungsoc. partiets förl. 1913. Libris 1631296
- Prästen och djävulen ; Det blir en gång  : två enaktare. Stockholm: Brand. 1919. Libris 1649427
- Rösta med de moderat-liberala : lustspel i 3 akter. Stockholm: Holmström. 1920. Libris 1649428

### Varia
- Jakten efter själar : en stridsskrift. Oskarshamn: Oskarshamns-Bladets tryckeri. 1904. Libris 858394
- Fri kärlek. Stockholm: Wallentin. 1910. Libris 1628830. https://runeberg.org/hbfrik/
- Kärlek utan barn : föredrag. Stockholm. 1910. Libris 1393269
- Ljusets fiender : föredrag. Oskarshamn. 1911. Libris 1524855
- Offer för könsmoralen : några anteckningar. Stockholm: Nils Adamsson. 1912. Libris 2555778. https://runeberg.org/hboffer/
- Försvarsdillet och arbetsklassen : agitationsbroschyr. Stockholm: Ungsoc. partiet. 1914. Libris 1631298
- Sjätte budets lagstiftning : ett varnings- och maningsord. Stockholm: Ungsocialistiska partiets förl. 1914. Libris 1564520
- Allarm! : tryckt och otryckt både gammalt och nytt från många olika områden  : antimilitaristiskt, avslöjande och hädiskt, om nöd och hyckleri, om klasskamp och socialism. Stockholm: Ungsoc. partiets förl. 1915. Libris 1631294
- Ungsocialismen : historik. Stockholm: Ungsocialistiska partiets förl. 1917. Libris 1220789. https://runeberg.org/hbungsoc/
- Försiktighet eller fosterfördrivning : några anteckningar i sedlighetsfrågan. Stockholm: Fram. 1919. Libris 1649425 - 2. omarbetade upplagan 1932.
- Äktenskapet - på livstid eller på uppsägning? : en ljungande vidräkning med sedlighetshyckleriet : 1. [Stockholm]: [Sverges kommunistiska parti]. 1931. Libris 1351535
- Sedlighetstjut mot natur och förnuft. Stockholm: Federativ. 1934. Libris 1351534
- Begick jag ett misstag då jag propagerade för kärlek utan barn? : apropå dagens befolkningsskri  : ett maningsord till Sverges arbetare. Stockholm: Partiförl. 1935. Libris 1351531

### Översättningar
- Karl Marx: Det sosialdemokratiska partiprogrammet (Bergegren, 1891)
- Paul Fischer: Marx' värdeteori och den borgerliga nationalekonomien (1903)
- Pierre Ramus: För hem och härd: skådespel (Ungsocialistiska partiets förlag, 1917)
- Ernst Gutfreund: Arbetarledare: social tidsbild i fyra akter (Syndikalistens förlag, 1918)
- Martin Andersen Nexø: Ditte människobarn (Ditte menneskebarn) (Framtiden, 1924-1925)

### Utgivning

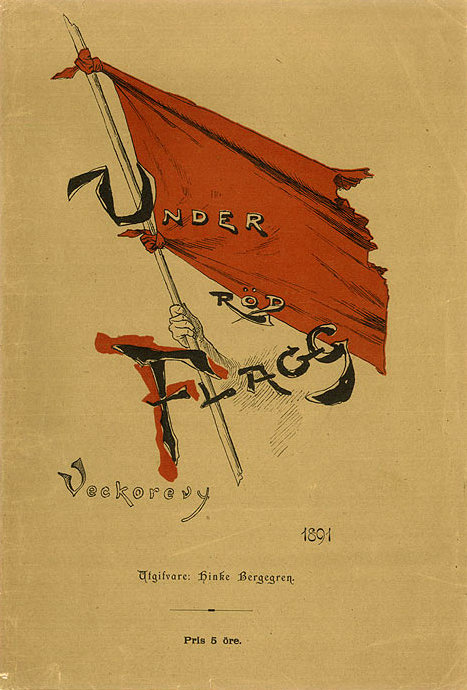
Under röd flagg. Omslag 1891

- 1891 -  Under röd flagg : veckorevy. Stockholm. 1891-. Libris 3241193. https://runeberg.org/urf/1891/
- 1904-1916 -  Brand. Stockholm: Socialistiska ungdomsförbundet. 1898-1979. Libris 3733816
- 1908-1916 -  Brands månadshäfte : Socialistiska ungdomsförbundets illustrerade tidning. Stockholm: Brands månadshäfte. 1908-1911. Libris 3218241

## Hinke Bergegren i kulturen
- I Erik Lindorms pjäs Röda dagen (1929) karikeras Hinke Bergegren som bolsjeviktalaren Georg Holmbärj, som i filmatiseringen från 1931 spelas av Håkan Westergren.[10]
- Bergegren porträtteras i Ivan Oljelunds romaner Gröna riddare (1926)[11], Arbetarbohem (1953) och Dans med stormen (1954), i de senare under det fiktiva namnet Wildberger.[12]
- I långfilmen Kådisbellan av Åke Sandgren från 1993 porträtteras Hinke Bergegren av Reine Brynolfsson.[13]